# Jurassic Coast

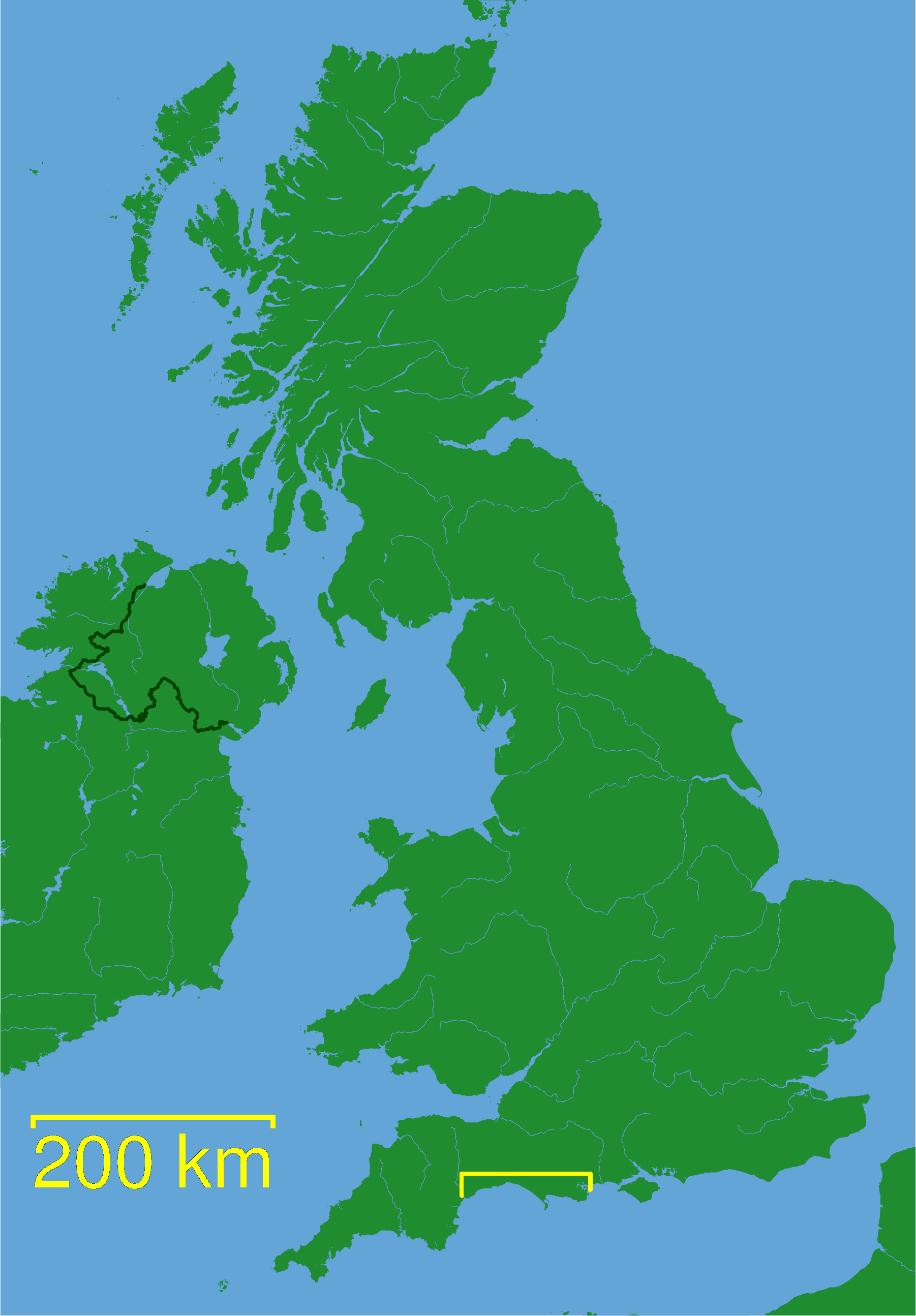
Lage der Jurassic Coast in Großbritannien

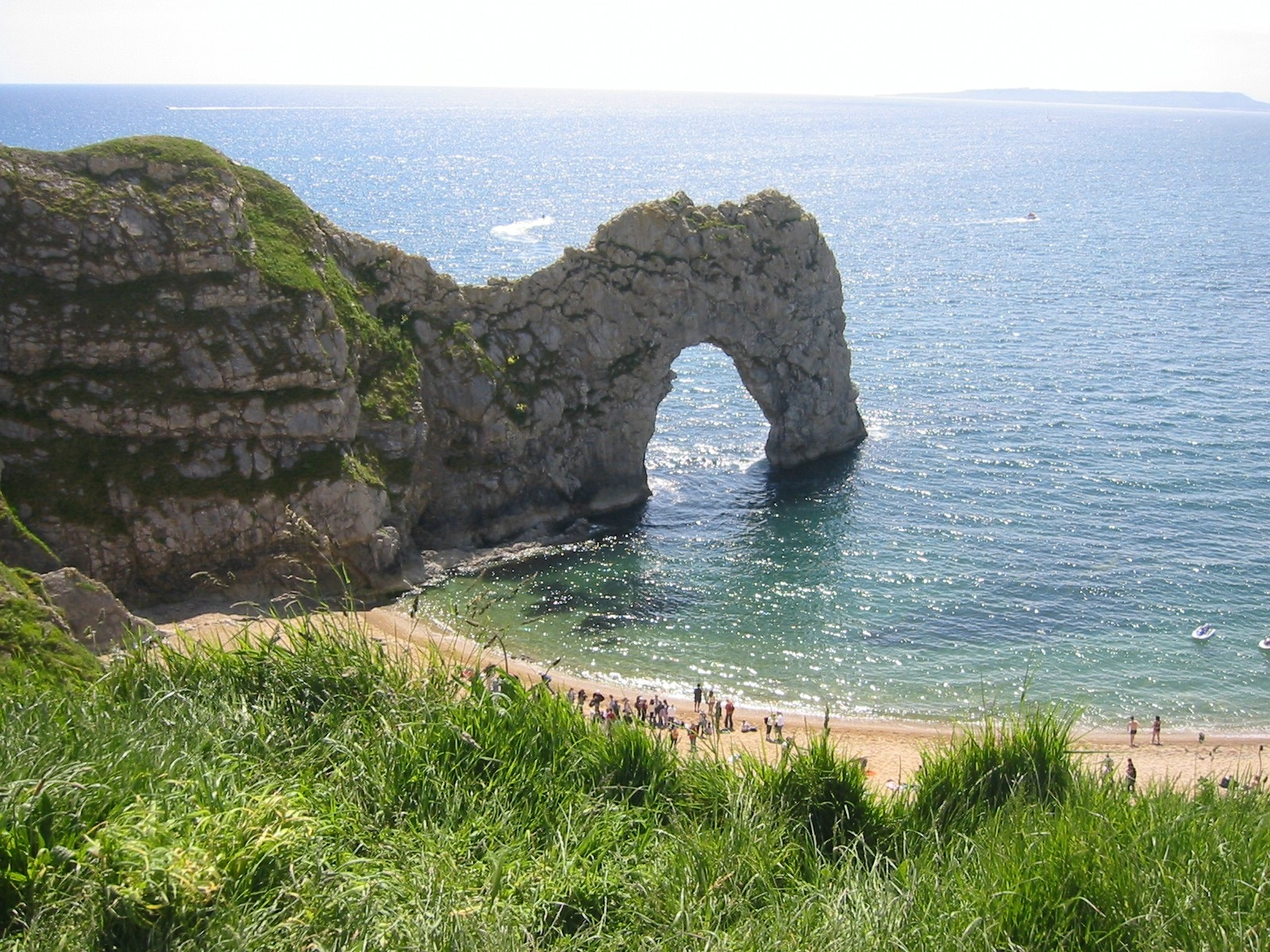
Felsbrücke Durdle Door

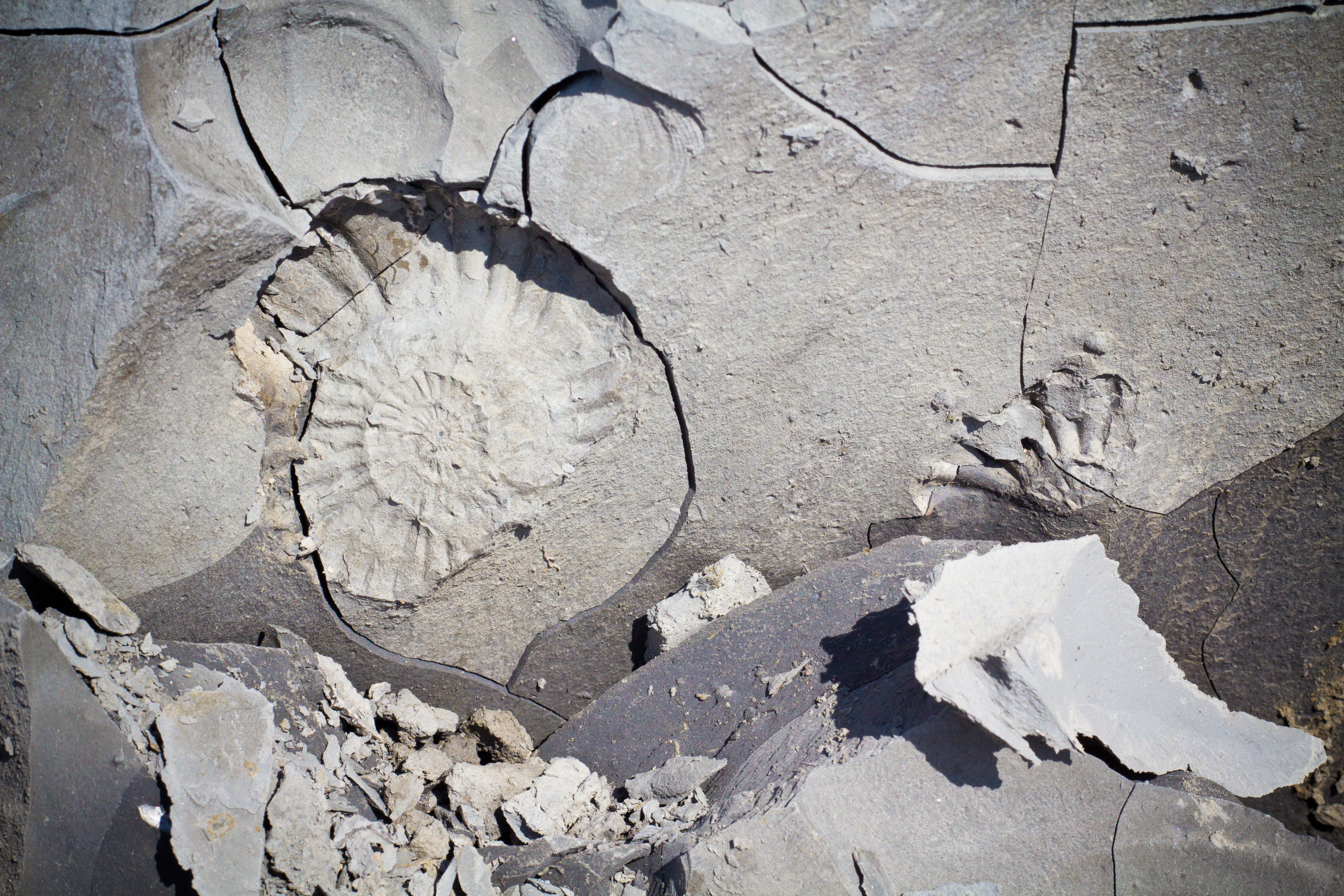
Ammonit in der Felswand unterhalb des Golden Cap

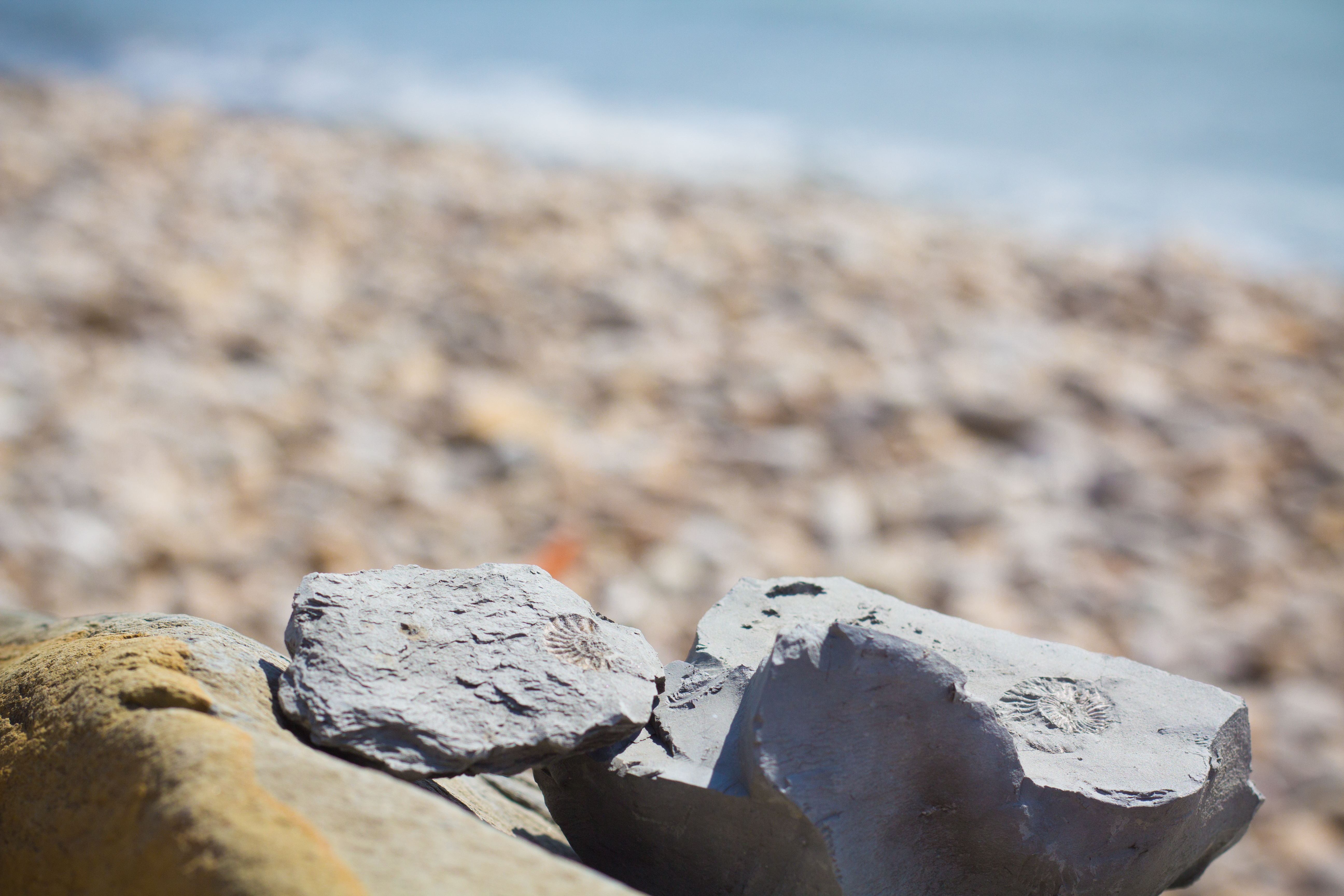
Frisch herausgebrochene Ammoniten am Strand unterhalb des Golden Cap

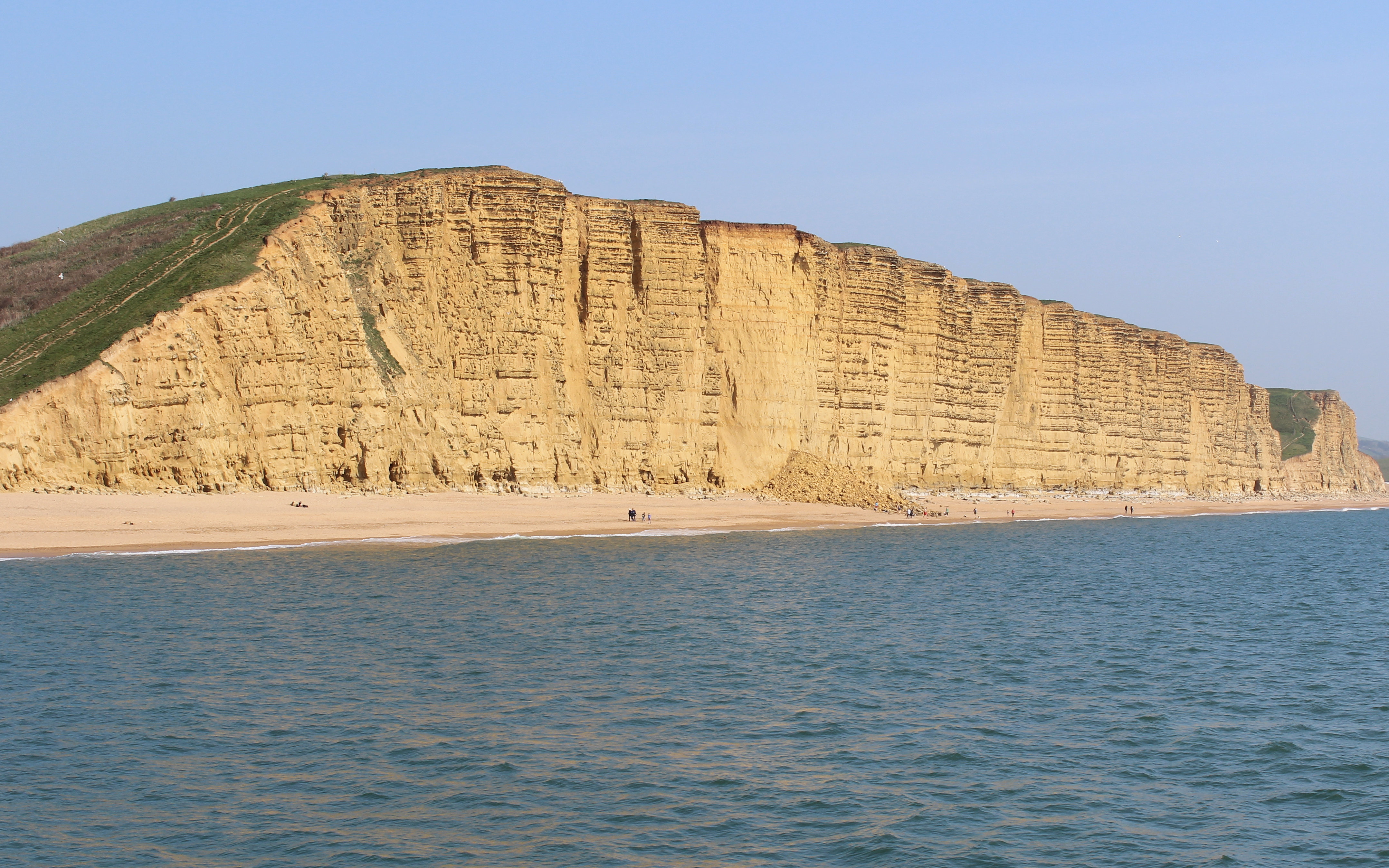
East Cliff, West Bay nach einem Steinschlag

Die Jurassic Coast (deutsch „Jura-Küste“) ist ein Abschnitt entlang der südenglischen Ärmelkanal-Küste. Von Orcombe Point, bei Exmouth in der Grafschaft Devon, im Westen bis zu den Old Harry Rocks, bei Swanage auf der Isle of Purbeck in der Grafschaft Dorset, im Osten erstreckt sich auf einer Länge von etwa 150 km ein Küstenstreifen, der im Jahr 2001 als erste Naturlandschaft in England von der UNESCO in das Weltnaturerbe aufgenommen wurde. Neben den beeindruckenden Fels- und Küstenformationen ist die Jurassic Coast vor allem als Fossilienfundstätte bekannt. Weite Teile sind als Area of Outstanding Natural Beauty („Gebiet von außerordentlicher natürlicher Schönheit“) geschützt.

## Geologie
Die „Jurassic Coast“ beinhaltet, anders als es ihr Name besagt, nicht nur Küstenaufschlüsse mit Ablagerungen des Jura-Zeitalters. Die Kliffs zwischen Orcombe Point und der Isle of Purbeck umfassen eine kontinuierliche Abfolge von Sedimentgesteinen der Trias, des Jura und der Kreidezeit und bilden damit ein Fenster zu etwa 185 Millionen Jahren der Erdgeschichte. Die Gesteinsschichten entlang der Jurassic Coast liegen nicht vollkommen horizontal, sondern sind leicht nach Osten gekippt. Deswegen finden sich die ältesten Gesteine bei Orcombe Point ganz im Westen, und nach Osten hin werden sie zunehmend jünger.
Die ältesten Gesteine in East Devon bilden die rote Küste. Ihre Felsen bestehen aus Sandstein, der in der Triaszeit vor 251 bis 200 Millionen Jahren abgelagert wurde. Damals war die Gegend eine Wüstenlandschaft. Weiter östlich schließen sich, noch vor der Grenze zu Dorset, Ton- und Kalkstein des Jura an, die nach Überflutung der Wüste entstanden. Zum Ende der Jurazeit vor 145 Millionen Jahren sank der Meeresspiegel und es entstanden Sümpfe und Lagunen. Vor 100 Millionen Jahren an der Wende zur späten Kreidezeit stieg der Meeresspiegel erneut an und ein ausgedehntes tropisches Flachmeer bedeckte die Region. Die ca. 75 Millionen Jahre alten spätkreidezeitlichen Kalksteine der Old Harry Rocks auf der Isle of Purbeck sind die jüngsten Gesteine der Jurassic Coast.
Neben den Felsklippen weist die Landschaft noch eine Anzahl an verschiedenen Küstenformen auf wie etwa kleine Buchten (Lulworth Cove), Strände und Dünenstreifen (Chesil Beach) oder die Isle of Portland, eine Insel im Ärmelkanal nahe Weymouth.

## Tourismus
Aufgrund der landschaftlichen Schönheit ist die Jurassic Coast ein bevorzugtes touristisches Ziel und als solches ein bedeutender Wirtschaftsfaktor in den betreffenden Countys. Ein Abschnitt des South West Coast Path, des der Südwestküste Englands folgenden Fernwanderwegs, führt an der Jurassic Coast entlang. An diesem Abschnitt befinden sich etliche sehenswerte Geotope sowie Aussichtspunkte (siehe auch Liste der Orte entlang der Jurassic Coast). In den Kleinstädten und Dörfern an der Jurassic Coast gibt es Museen und lokale Besucherzentren, die umfassende Informationen zum jeweiligen Küstenabschnitt liefern. Ein zentrales Besucherzentrum (World Heritage Coast Centre) wurde 2011 in Weymouth eröffnet.
Die folgenden Geschichts- und Heimatmuseen werden vom „World Heritage Site Management“ beworben:
- Charmouth Heritage Coast Centre
- Chesil Beach Centre
- Dorset County Museum, Dorchester
- Dorset Wildlife Trust Fine Foundation Marine Centre
- Durlston Country Park
- Fairlynch Museum, Budleigh Salterton
- Fine Foundation Centre, Beer
- Lulworth Cove Heritage Centre
- Philpot Museum, Lyme Regis
- Portland Bill Visitor Centre
- Portland Museum
- Quarry Caves, Beer
- Sidmouth Museum
- Studland Visitor Centre, Knoll Beach
- Swanage Heritage Centre

### Gateway Towns
Die sogenannten Gateway Towns bieten ideale Möglichkeiten, zur Jurassic Coast zu gelangen. In diesen Orten gibt es auch Betriebe und Einrichtungen, die der Bewirtschaftung und Erhaltung des Weltnaturerbes dienen. Die folgenden Städte und Orte gelten als Gateway Towns:
- Beer
- Budleigh Salterton
- Charmouth
- Exmouth
- Lyme Regis
- Isle of Portland
- Seaton
- Sidmouth
- Swanage
- Wareham
- Weymouth